# Kostelecká lípa (Kostelec na Hané)
Kostelecká lípa je jeden z posledních žijících starých stromů na území města Kostelec na Hané v okrese Prostějov. Jedná se o lípu srdčitou (Tilia cordata) s obvodem kmene 385 cm jejíž stáří se odhaduje na více než 200 let. Strom byl v průběhu své existence několikrát vystaven nepříznivým vlivům (stavba sportovní haly, chodníku, nevhodný ořez apod.). Kvůli tomu se ve kmeni vytvořila hniloba a následně rozsáhlá dutina. Pro zabránění rozpadu stromu bylo provedeno výrazné snížení jedince, čímž došlo k jeho stabilizaci. V současnosti je strom obrostlý výmladky, které nahradily původní korunu. Na stromě a zejména ve ztrouchnivělém dřevě kmene byla nalezena různá vývojová stádia živočichů uvedených v Červeném seznamu IUCN a Seznamu zvláště chráněných druhů České republiky. Poblíž cesty se rovněž nachází informační tabule shrnující význam stromu a jeho historii. 

Díky své výjimečnosti a odhodlání přežít získal tento strom pod přezdívkou Kostelecké krbál v anketě Strom roku 2022 čestný titul Strom hrdina a stal se rovněž prvním vítězem environmentální soutěže Cena Ondrášovky. Text představující strom použitý při nominaci v anketě:
So eště ze staré škole, tož se vám představim v mym rodnym jazeko. Nemosite bet dovijak chetři a štodovani, abe ste poznale, že pamatojo dež belo mrtvi moře kdese eště marod. Vidno je to na mym pňo, které je klosté a má ďóro, v kerym si ož dejaká veveroša odělala óchelňo. A že ještě žejo? No měla sem štěsti, a tak tade bojojo jako jedna z poslednich. Prvni zminko o mym ževotě nandete v přiběho, které se odehrával v pulce devatenáctyho stoleti a které sapsal Ondřej Přikrylu. Tehdá pré kolem mě otěkal senek co se očel na panáčka tak razně, až kameni z farské zidke padalo a rozráželo mojo kuro. Ledi šak todema prošlo hafol. Až do stavbe škole a sportovni hale kolem mě totiž vedla puvodni cesta ven z dědine. Šošká se, že v mym tino odpočéval e Petr Bezruč, kdež se vracel dom z jeho slavnéch véplazu. A že rosto pod svahem, kteréch je na Hané jak šafránu, čočela sem take, jak děcka v zémě sáňkovale a paštěkovale že jim zavazim v cestě. Kdejaké ošosta si do mě kop a řizl. Korono temo dale dělnici před pětadvaceti letama, kdež mě dorasovale jak cegánsky hračke. Tak tak sem to přežela, ale chorobe se mě držijó eště do dneška. Nebet teho, že so okretá v dulko kde nefoči, tak ož ležim na zeme. Jakáse hóba zežrala moje dřevo a do tróto v dotině se zabedlela všelejaká žóžel. Naštěsti óřade rozhodle, že mně dajó eště šancu a zavolale opico, která mě pilkó načesala vláske, a tak ož nehrozi že bech chlástla dule. Co mě ale trápi je to, že so tade sama a ledi si mě všimnó jenom málo kde, a tak je mě smotno. Tož dófám, že včel čimčaráci roznesó, že tade estě so a že hledám novy kamaráde.

## Fotogalerie

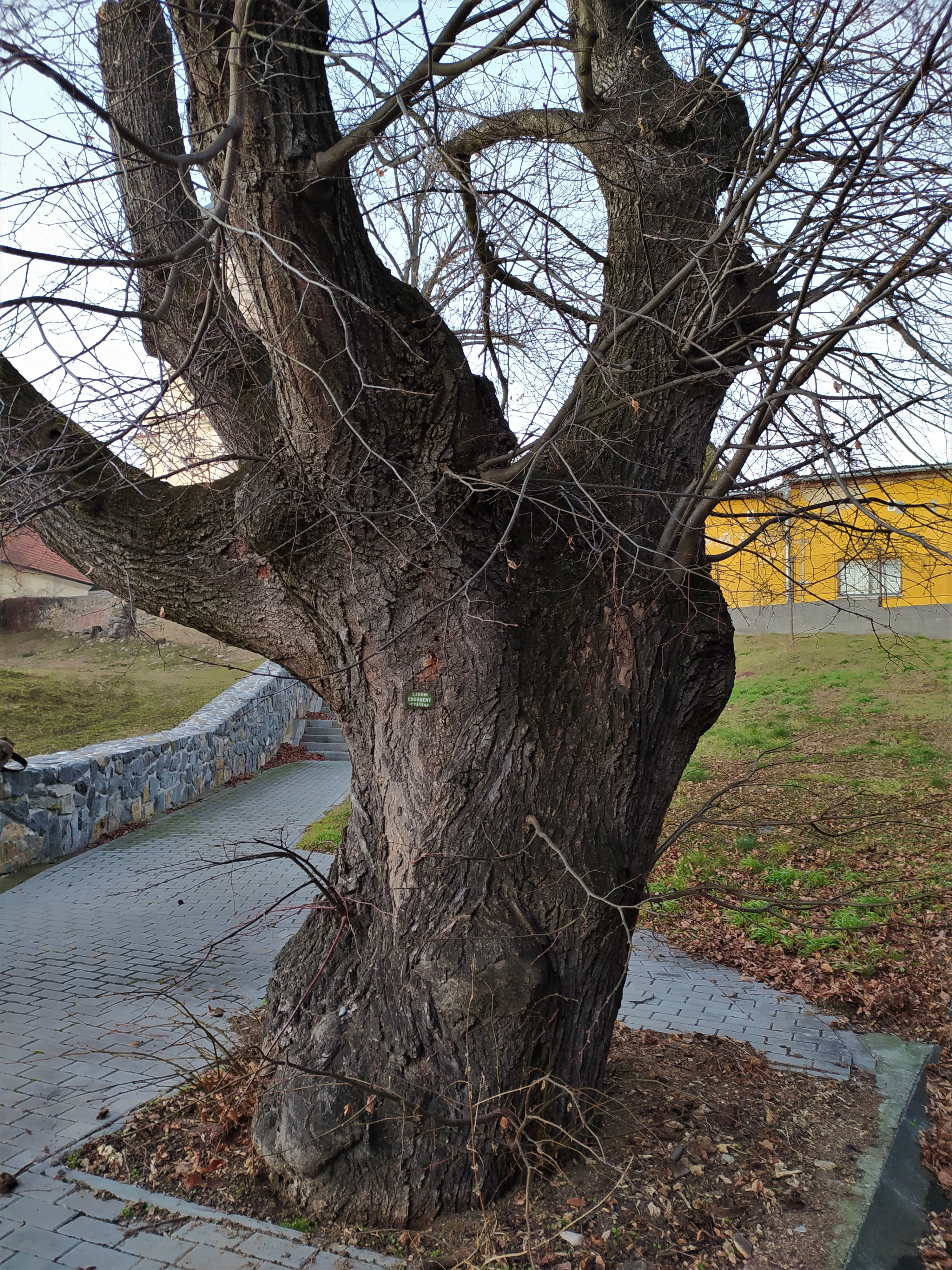
Pohled od jihu
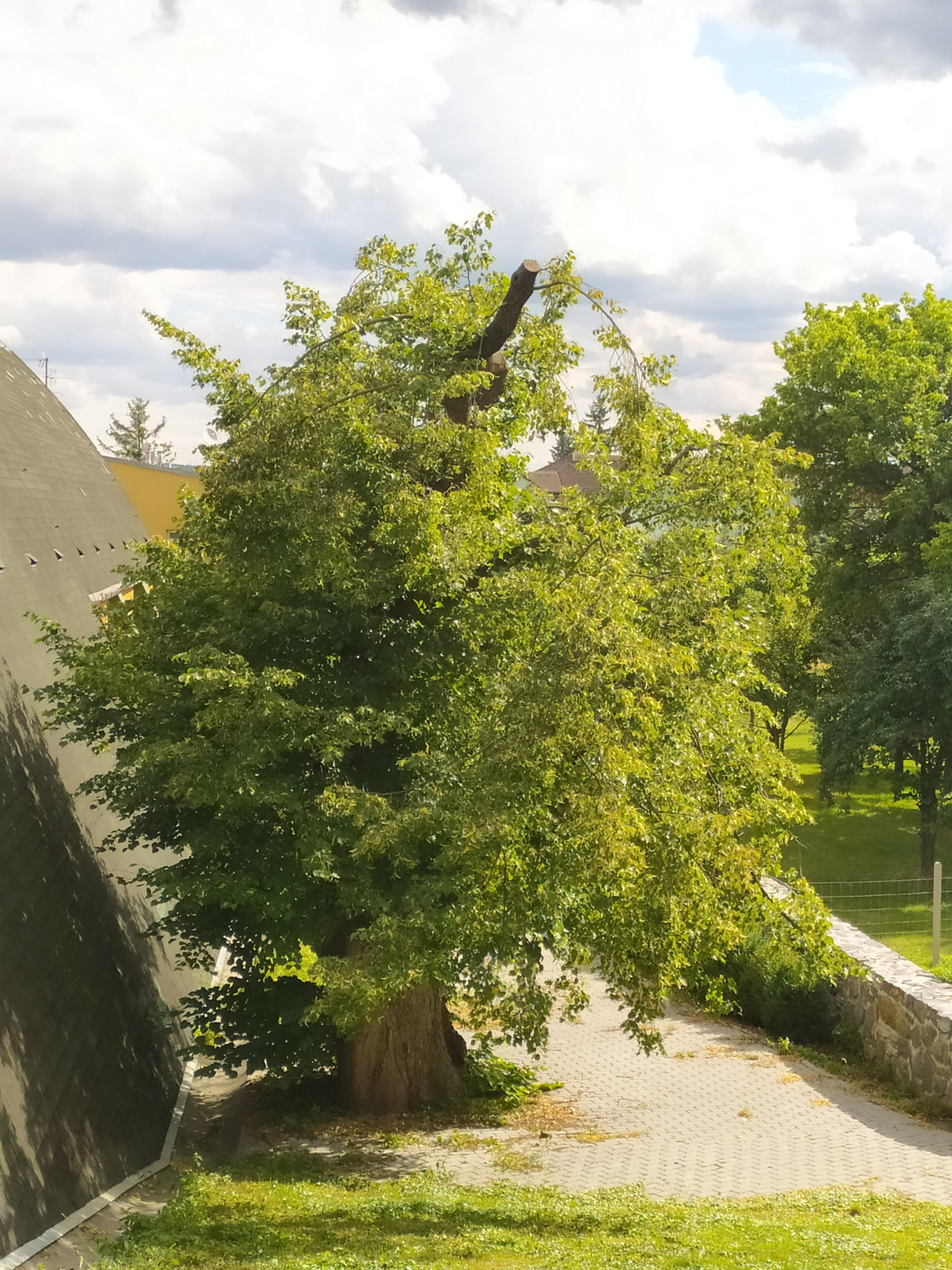
Pohled od cesty 2021
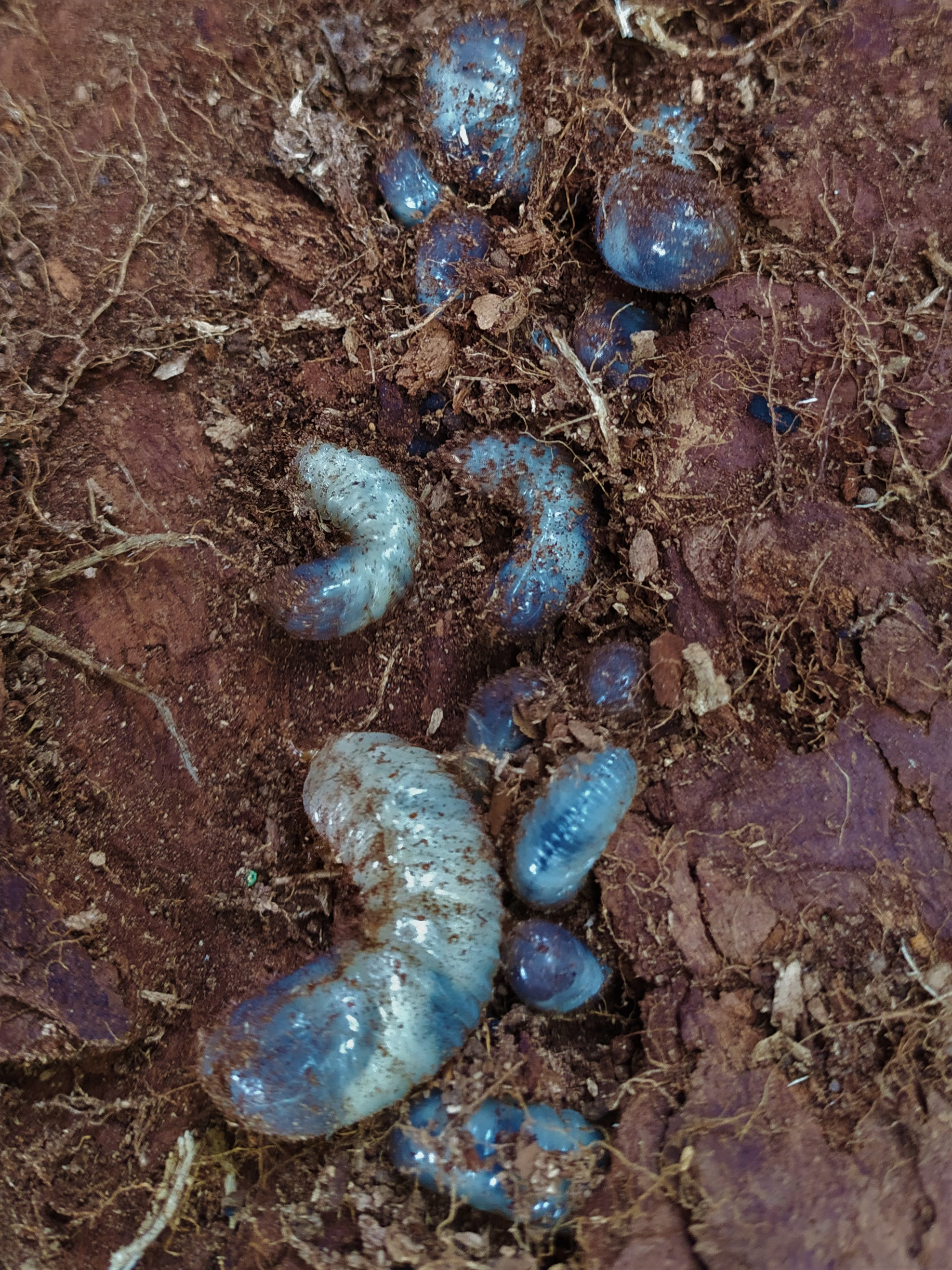
Ponravy z dutiny
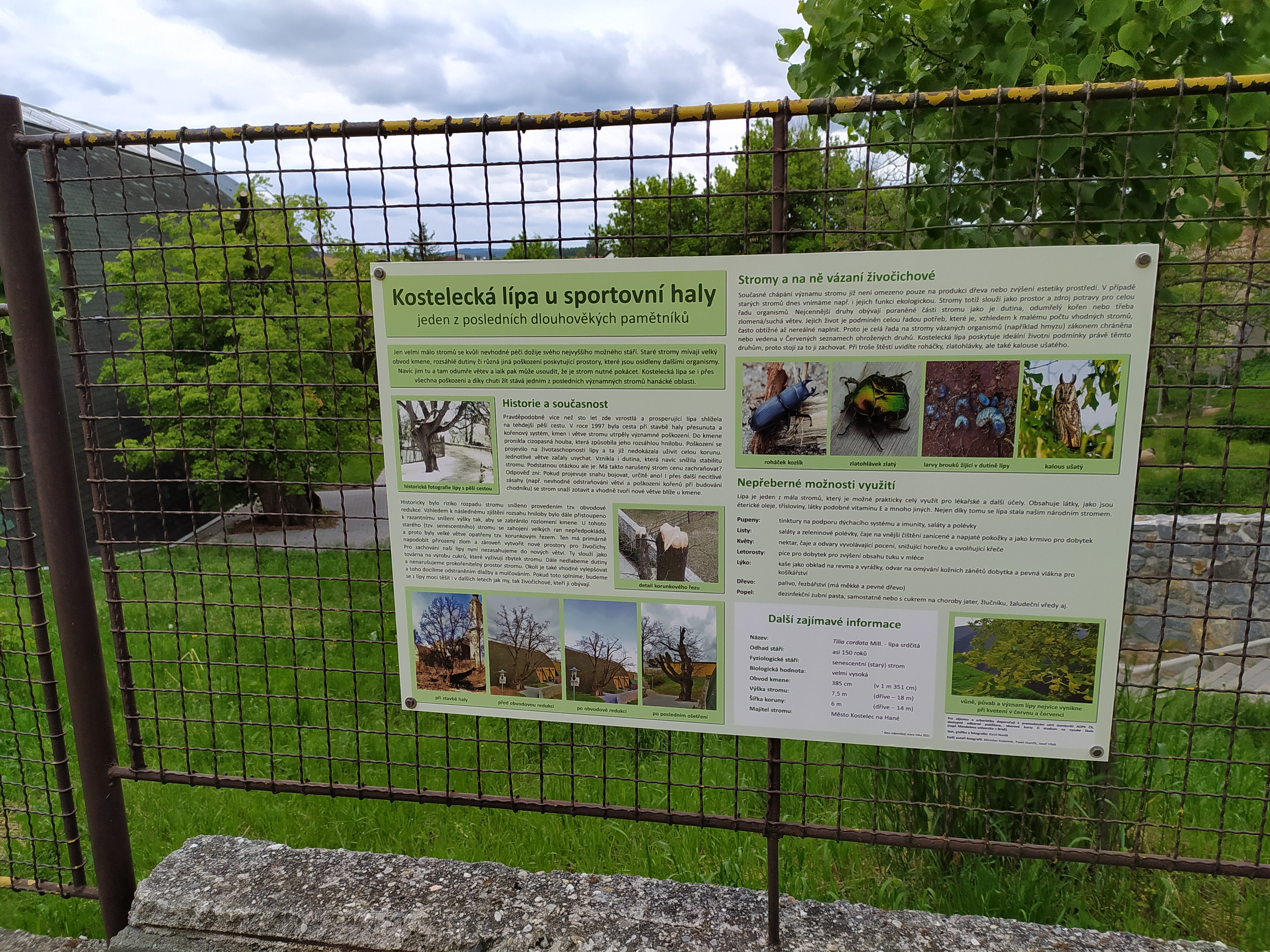
Informační panel